# Pavlov (district de Žďár nad Sázavou)
Pour les articles homonymes, voir Pavlov.
Pavlov (en allemand : Pawlow) est une commune du district de Žďár nad Sázavou, dans la région de Vysočina, en République tchèque. Sa population s'élevait à 342 habitants en 2020.

## Géographie
Pavlov se trouve à 12,5 km au sud de Žďár nad Sázavou, à 24 km à l'est-nord-est de Jihlava à 128 km au sud-est de Prague.
La commune est limitée par Znětínek au nord, par Radostín nad Oslavou à l'est, par Zadní Zhořec et Černá au sud, par Kyjov à l'ouest et par Bohdalov au nord-ouest.

## Histoire
La première mention écrite de la localité date de 1370.

## Administration
La commune se compose de deux quartiers :
- Pavlov
- Starý Telečkov

## Transports
Par la route, Pavlov se trouve à 17 km de Žďár nad Sázavou, à 33 km de Jihlava et à 153 km de Prague.